# Rivera San Antonio
Rivera San Antonio är en ort i Mexiko.   Den ligger i kommunen Rayón och delstaten Chiapas, i den sydöstra delen av landet, 700 km öster om huvudstaden Mexico City. Rivera San Antonio ligger 1 992 meter över havet och antalet invånare är 176.
Terrängen runt Rivera San Antonio är kuperad åt nordost, men åt sydväst är den bergig. Rivera San Antonio ligger uppe på en höjd. Runt Rivera San Antonio är det ganska tätbefolkat, med 86 invånare per kvadratkilometer. Närmaste större samhälle är Pueblo Nuevo Jolistahuacan, 8,9 km öster om Rivera San Antonio. I omgivningarna runt Rivera San Antonio växer i huvudsak städsegrön lövskog.